# Surface Pro 4
Surface Pro 4是由微软推出的运行64位的Windows 10一个平板产品，是Surface Pro系列第四代产品。 Surface Pro 4和Surface Book于2015年10月6日发布。

## 设计

### 外表
相比上一代 Surface Pro 3 的外表差別不大，背後的「Surface」標誌改為微软的正方形標誌，取消了前面板的Win鍵，按鍵亦有改動。配備12.3 吋屏幕，2736 x 1824 解析度，高達 267ppi，與Surface Pro 3比較增大了屏幕及提升了解析度。

### 性能
Surface Pro 4 採用Intel最新一代的Skylake系列處理器，比起Haswell系列有更低功耗及更高性能，其中低配的i3型號被m3取代，提供更長的績航能力。內置的核心顯卡亦有相應升級，可以支援4k畫質輸出。
而在散熱性能上，得益於新一代的Skylake系列處理器，發熱量減少，並加大了散熱銅管面積，使過熱問題得到改善，其中最低配置的m3型號由於功耗低，因此移除了散熱風扇，減低運作時的噪音。

### 接口
Surface Connect是磁吸式電源接口，可为 Surface Pro 4 充电。另外配有全尺寸USB 3.0、Mini DisplayPort接口和microSD，足以連接多數設備。
Surface Pro 4 搭載了紅外線檢測相機，可以經由 Windows Hello 臉部識別認證功能進行面部解鎖。

## 型号
Surface Pro 4 基于第六代Intel 酷睿处理器。用戶今次可自選配置，但配置會有限制，目前可選十種配置。Surface Pro 4的内置储存和内存不可由用户自行升级。
| CPU                                  | 显卡              | 内存  | 内置存储 |
| ------------------------------------ | ----------------- | ----- | -------- |
| Intel Core m3-6Y30 (0.9 to 2.2 GHz)  | HD Graphics 515   | 4 GB  | 128 GB   |
| Intel Core i5-6300U (2.4 to 3.0 GHz) | HD Graphics 520   | 8 GB  | 256 GB   |
| Intel Core i5-6300U (2.4 to 3.0 GHz) | HD Graphics 520   | 16 GB | 256 GB   |
| Intel Core i5-6300U (2.4 to 3.0 GHz) | HD Graphics 520   | 8 GB  | 512 GB   |
| Intel Core i5-6300U (2.4 to 3.0 GHz) | HD Graphics 520   | 16 GB | 512 GB   |
| Intel Core i7-6650U (2.2 to 3.4 GHz) | Iris Graphics 540 | 8 GB  | 256 GB   |
| Intel Core i7-6650U (2.2 to 3.4 GHz) | Iris Graphics 540 | 16 GB | 512 GB   |
| Intel Core i7-6650U (2.2 to 3.4 GHz) | Iris Graphics 540 | 16 GB | 1TB      |

## 配件

### Surface Pen
今次配備了新設計Surface Pen，將背後改為平面，使Surface Pen更容易吸附，亦將「右鍵」改為長條形放在這面，「橡皮檫」則與原「OneNote鍵」集成為「Magic Button」按一下 Magic Button 会开启 OneNote，按两下会截屏发送到 OneNote，长按会召出 Cortana。手寫筆擁有 1024級壓感，比上代SurfacePen的 256級壓感帶來更精確的書寫和繪畫體驗，电池续航可达一年。
| 銀色 | 黑色 | 藍色 |
| ---- | ---- | ---- |
|      |      |      |

#### 手寫筆尖套件
新一代Surface Pen可以透過更換筆尖帶來更精細的筆觸，有四種筆尖2H、H、HB、B選擇，對應鉛筆的硬度，用戶可以選擇適合的筆尖使用，Surface Pen預裝為HB。

### Type Cover
Surface系列的平板都支持Type Cover，由微软设计的可作为保护的便携键盘（需单独购买）。新版键盘將增加键距，使打字準度提高。新增帶有指紋識別的版本，可以透過指紋解鎖裝置，目前只有推出黑色版。
| 黑色 | 藍色 | 亮藍色 | 紅色 | 藍綠色 |
| ---- | ---- | ------ | ---- | ------ |
|      |      |        |      |        |

### Surface Dock
Surface Dock透過连接SurfaceConnect 接口可提供額外接口，其中包括四个USB 3.0，一个吉比特以太网端口，兩个Mini DisplayPort接口和3.5 mm音频接口（输出）。Surface Dock可共用於Surface Book、Surface Pro 4、Surface Pro 3。